# Paraje Chichicaspa
Paraje Chichicaspa är en ort i Mexiko.   Den ligger i kommunen Magdalena Contreras och delstaten Distrito Federal, i den sydöstra delen av landet, 21 km sydväst om huvudstaden Mexico City. Paraje Chichicaspa ligger 2 601 meter över havet och antalet invånare är 103.
Terrängen runt Paraje Chichicaspa är bergig. Runt Paraje Chichicaspa är det mycket tätbefolkat, med 4 670 invånare per kvadratkilometer. Närmaste större samhälle är Álvaro Obregón, 10,3 km nordost om Paraje Chichicaspa. Runt Paraje Chichicaspa är det i huvudsak tätbebyggt.